# Mogos község
Mogos község (románul: Comuna Mogoș) község Fehér megyében, Romániában. Központja Mogos, beosztott falvai Bocești, Bogdănești, Butești, Bârlești-Cătun, Bârzogani, Bărbești, Cristești, Gyogyel, Mamaligány, Mogosbirlesty, Mogoskozsokány, Negrești, Oncești, Poienile-Mogoș, Tomești, Valea Bârluțești, Valea Cocești, Valea Mlacii, Valea Țupilor, Valeabarni.

## Népessége
A 2011-es népszámlálás adatai alapján a község népessége 731 fő volt.